# Mauricio Sabillón
Mauricio Sabillón (* 11. November 1978 in Quimistán, Departamento Santa Bárbara, Honduras) ist ein ehemaliger honduranischer Fußballspieler. Der Nationalspieler stand in nahezu seiner gesamten Laufbahn bei CD Marathón unter Vertrag.

## Karriere
Sabillón begann seine Karriere bei CD Marathón, wo er von 1999 an über zehn Jahre spielte und einer der konstantesten und besten Spieler war. Seine Darbietungen brachten ihm schon bald die Berufung in die honduranische A-Nationalmannschaft ein, in der er ebenfalls gute Leistungen zeigte. Unter Nationaltrainer Reinaldo Rueda entwickelte sich der Rechtsverteidiger mit außergewöhnlichen Qualitäten in der Offensive zu einem Stammspieler. In der Qualifikation zur Fußball-Weltmeisterschaft 2010 musste Sabillón jedoch je nach Spiel und Situation innerhalb der Mannschaft manchmal anderen Spielern den Vortritt in der Startformation lassen. 
Anfang 2010 wurde der Außenbahnspieler an den chinesischen Klub Hangzhou Greentown ausgeliehen, was jedoch seine Teilnahme an der WM gefährdete. Letzten Endes wollte Rueda jedoch nicht auf diesen schnellen und technisch versierten Spieler verzichten, worauf er in den WM-Kader von Honduras berufen wurde. Nach einem Jahr kehrte er zu Marathón zurück, wo er bis zu seinem Karriereende im Jahr 2017 spielte.

## Titel und Erfolge
- Teilnahme an der Weltmeisterschaft 2010